# Tutchonis du Sud
Les Tutchonis du Sud ou Tutchones du Sud constituent un peuple autochtone d'Amérique du Nord originaire principalement du sud du Yukon, au Canada. Ils font partie du groupe ethnolinguistique athapascan.
La langue historique des Tutchonis du Sud est le tutchone du Sud, une variété du tutchone toujours vivante. Beaucoup parlent néanmoins l'anglais. Certains linguistes suggèrent que le tutchone du Nord et le tutchone du Sud sont des langues distinctes.
Le territoire traditionnel des Tutchonis du Sud s'étend sur le sud-ouest du Yukon et son étendue exacte est discutée considérant le possible chevauchement avec les territoires d'autres groupes autochtones voisins.
Les Tutchonis du Sud étaient autrefois un peuple nomade qui se déplaçait au gré des fluctuations saisonnières des ressources fauniques et floristiques, et ce, au sein de leur territoire traditionnel.

## Premières Nations
Bien que les Tutchonis du Sud forment un peuple (ou ethnie) à part entière, ceux-ci sont divisés en plusieurs groupes, clans ou communautés rattachés à un lieu, appelés Premières Nations. Les Premières Nations sud-tutchonies sont toutes situées au Yukon et bénéficient d'un conseil de bande, conformément à la Loi sur les Indiens :
- Premières Nations Champagne et Aishihik (Haines Junction, Champagne, Aishihik et de nombreux membres vivent aussi à Whitehorse)
- Conseil des Ta'an Kwäch'än (Whitehorse et au lac Laberge) (Ta’an Kwäch’än, « Peuple du lac Laberge », qu'ils nomment Tàa'an Män)
- Première Nation de Kluane (Burwash Landing) (Lù’àn Män Ku Dän, « Peuple du lac Kluane », en référence au lac Kluane)

Plusieurs membres de la Première Nation de Kwanlin Dün (Kwänlin Dän kwächʼǟn, « peuple de Whitehorse ») à Whitehorse sont d'origine sud-tutchonie. Le nom de leur nation fait d'ailleurs référence à une section du fleuve Yukon s'étendant des Basaltes de Miles Canyon (en) aux Rapides Whitehorse (en) que leurs ancêtres appelaient Kwanlin, ce qui signifie « l'eau qui coule à travers le canyon » et, avec le mot sud-tutchoni Dän ou Dün pour « peuple ».
Les Premières Nations de Champagne et Aishihik et la Première Nation de Kluane participent avec Parcs Canada à la gestion du Parc national de Kluane, un parc situé à l'intérieur des limites du territoire traditionnel sud-tutchoni. Des panneaux routiers au sein du parc, précisément sur la route de Haines, la route de l'Alaska et la route du Klondike, sont d'ailleurs bilingues anglais-tutchone du Sud.

## Langue
La langue tutchone du Sud est plus souvent appelée Dän'ke qui signifie dans cette langue « notre façon » ou Dän k'e kwänje qui signifie « notre façon de parler ». La langue tutchone est séparée en deux groupes par l'anthropologue Catharine McClellan dans laquelle elle les appelle « Tutchone du Sud » et « Tutchone du Nord ». Les langues elles-mêmes sont proches, mais comportent des différences dialectales.

## Démographie
Au début des années 1950, il y avait près de 20 000 personnes locuteurs du tutchone du Sud. Cela a depuis chuté à moins de quelques centaines de locuteurs. En 2004, le nombre de personnes qui parlaient le tutchone du Sud comme première langue était de 404, et le nombre total de personnes qui avaient une certaine connaissance de la langue était de 645.
En date du mois de novembre 2021, la population de Tutchonis du Sud se chiffre à environ 1 407 personnes, au vu des populations inscrites au sein des bandes sud-tutchonies. Le tableau suivant détaille ces populations inscrites en date de novembre 2021,,,.
| Première Nation | Inscrits |
| --------------- | -------- |
| Champagne       | 743      |
| Aishihik        | 196      |
| Kluane          | 176      |
| Ta'an Kwach'an  | 293      |
| TOTAL           | 1 407    |